# Filipów
Filipów è un comune rurale polacco del distretto di Suwałki, nel voivodato della Podlachia.
Ricopre una superficie di 150,35 km² e nel 2004 contava 4 513 abitanti.